# Benjamin Frobisher

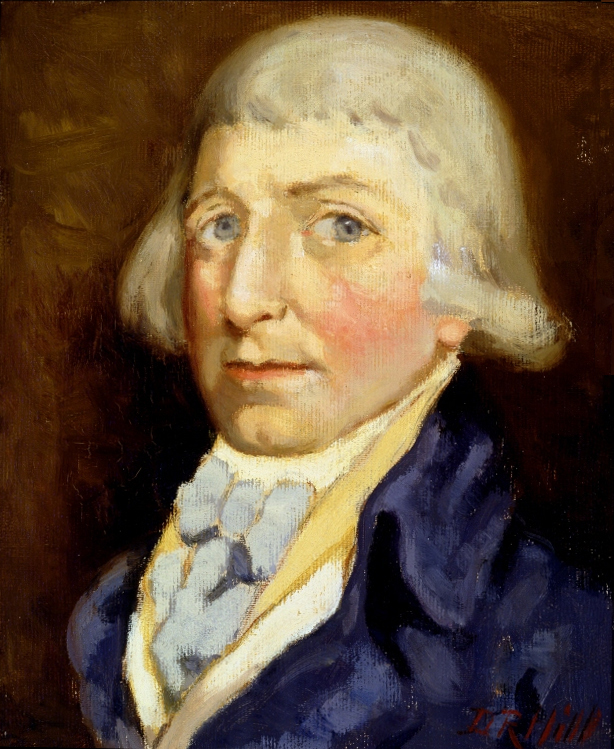
Benjamin Frobisher

Benjamin Frobisher (* 1742 vermutlich in Halifax, England; † 24. April 1787 in Montreal, Québec, Kanada) war ein kanadischer Fellhändler.

## Leben
Frobisher wurde als Sohn von Joseph Frobisher und Rachel Hargrave in England geboren und emigrierte etwa 1763 nach Kanada. Zwei seiner Brüder emigrierten mit ihm nach Kanada und alle drei waren am Fellhandel und dessen Expansion in den Nord-Westen beteiligt.
1770 unternahmen die drei Brüder gemeinsam mit Richard Dobie eine erfolgreiche Fellhandels-Expedition, die sie den Saskatchewan River hinauf bis hinter Fort Bourbon in die Nähe der Quelle des Flusses führte. Weitere ertragreiche Expeditionen folgten und 1779 gründeten die Frobishers ein Unternehmen mit sechzehn Aktien-Anteilen an der North West Company.
Zum Zeitpunkt von Benjamin Frobishers Tod begann der Nordwesten Kanadas die wichtigste Region des Fellhandels zu werden und die North West Company kontrollierte den Handel der Region nahezu vollständig.
Die kanadische Regierung, vertreten durch den für das Historic Sites and Monuments Board of Canada zuständigen Minister, ehrte Frobisher am 15. November 1973 für sein Wirken und erklärte ihn zu einer „Person von nationaler historischer Bedeutung“.